# Інсуліноподібний фактор росту 2
IGF2 (англ. Insulin like growth factor 2) – білок, який кодується однойменним геном, розташованим у людей на короткому плечі 11-ї хромосоми. Довжина поліпептидного ланцюга білка становить 180 амінокислот, а молекулярна маса — 20 140.
| 10         |  | 20         |  | 30         |  | 40         |  | 50         |
| ---------- |  | ---------- |  | ---------- |  | ---------- |  | ---------- |
| MGIPMGKSML |  | VLLTFLAFAS |  | CCIAAYRPSE |  | TLCGGELVDT |  | LQFVCGDRGF |
| YFSRPASRVS |  | RRSRGIVEEC |  | CFRSCDLALL |  | ETYCATPAKS |  | ERDVSTPPTV |
| LPDNFPRYPV |  | GKFFQYDTWK |  | QSTQRLRRGL |  | PALLRARRGH |  | VLAKELEAFR |
| EAKRHRPLIA |  | LPTQDPAHGG |  | APPEMASNRK |  |            |  |            |

A: Аланін

C: Цистеїн

D: Аспарагінова кислота

E: Глутамінова кислота

F: Фенілаланін

G: Гліцин

H: Гістидин

I: Ізолейцин

K: Лізин

L: Лейцин

M: Метіонін

N: Аспарагін

P: Пролін

Q: Глутамін

R: Аргінін

S: Серин

T: Треонін

V: Валін

W: Триптофан

Кодований геном білок за функціями належить до гормонів, факторів росту, мітогенів. 
Задіяний у таких біологічних процесах, як остеогенез, вуглеводний обмін, обмін глюкози, альтернативний сплайсинг. 
Секретований назовні.
Взаємодіє з рецепторами інсуліноподібного фактору росту 1 типу, дія гормону обмежується за рахунок збирання вільних молекул рецепторами ІФР 2 типу.
У більшості ссавців, зокрема й у людини, секретується не тільки на ембріональному етапі, але й у дорослого організму. Винятками є миші та щури, які не мають цього гормону в дорослому стані. Синтез цього гормону пригнічується за допомогою мікроРНК mir-125b.